# Communauté de communes Beauce et Forêt
Die Communauté de communes Beauce et Forêt ist ein ehemaliger französischer Gemeindeverband mit der Rechtsform einer Communauté de communes im Département Loir-et-Cher in der Region Centre-Val de Loire. Sie wurde am 29. Dezember 1999 gegründet und umfasste 21 Gemeinden. Der Verwaltungssitz befand sich im Ort Oucques.

## Historische Entwicklung
Der Gemeindeverband fusionierte mit Wirkung vom 1. Januar 2016 mit der Communauté de communes de la Beauce Ligérienne und bildete dadurch die neue Communauté de communes Beauce Val de Loire.

## Mitgliedsgemeinden
1. Autainville
2. Baigneaux
3. Beauvilliers
4. Boisseau
5. Briou
6. Conan
7. Concriers
8. Épiais
9. Josnes
10. Lorges
11. La Madeleine-Villefrouin
12. Marchenoir
13. Oucques
14. Le Plessis-l’Échelle
15. Rhodon
16. Roches
17. Sainte-Gemmes
18. Saint-Léonard-en-Beauce
19. Séris
20. Vievy-le-Rayé
21. Villeneuve-Frouville